# Belga Nemzeti Bank
A Belga Nemzeti Bank (NBB, franciául: Banque nationale de Belgique, hollandul: Nationale Bank van België), németül: Belgische Nationalbank) Belgium központi bankja, az ország korábbi hivatalos pénznemének, a franknak az egyedüli kibocsátója. A bank a Központi Bankok Európai Rendszerének tagja. Az NBB Belgium monetáris és gazdaságpolitikájának alakításában segédkezik. A bank részvénytársasági formában működik.